# Metopius crassipes
Metopius crassipes är en stekelart som beskrevs av Smith 1859. Metopius crassipes ingår i släktet Metopius och familjen brokparasitsteklar. Inga underarter finns listade i Catalogue of Life.